# 經世濟民
中文的经济出自东晋時代葛洪《抱朴子・内篇》中的“经世济俗”，意为治理天下，救济百姓。隋朝王通在《文中子・礼乐篇》则将提出了“经济”一词：“皆有经济之道，谓经國济民”。后人遂将“经济”一词作为“经國济民”的省略语，作为“政治统治”和“社会管理”的同义词。清末戊戌政变后，改革科举制度，开“经济特科”，就是沿用了“经济”的本义。
明清之际，政治秩序的巨大变动使得以王夫之、顧炎武等为代表的一部分儒家学者开始理论反思，批判程朱理学和心学末流，提出学术要“经世致用”的口号。这种学术思想传播到了日本，影响了日本江户时代的学术，“经世论”开始在一部分学者中流行。
但江户后期至明治时期，欧美思潮涌入日本。神田孝平首先在《经济小学》一書中用经济一词翻译英文的“political economy”，然而也有人認為是福澤諭吉首先使用這樣的译法。這段時期，日本学者开始用经济一词指代货币经济发展带来的种种活动，并有了“经济指维系社会生活所必须的生产、消费、交易等的活动”的提法。这种与金钱、财物等实际问题相关的定义逐渐在日本流行，這種用法與明清时期中文语境中的“经济”的原始用法不同。當時日本亦有另一種译法“資生”，但是並未被普遍接受。而後用「經濟」一詞翻譯英文的的这种译法又被梁啟超引入汉语，也取代了嚴復在《原富》中的译法“計學”或是傳統的“生計學”、“平準學”，并进而在整个汉字文化圈内逐渐取代了经济一词的原本含义。

## 註解
1. ↑  .   [2009-12-10]. （原始内容存档于2010-01-30）.